# 12. Nemzetközi Fizikai Diákolimpia
A 12. Nemzetközi Fizikai Diákolimpiát (1981) Bulgáriában, Várnában rendezték 1981. július 1-10-én. Tizennégy ország (újoncok: Olaszország, Vietnám) ötven versenyzője vett részt.
A magyar csapat két II. díjat (ezüstérmet) és két III. díjat (bronzérmet) szerzett. 

(Az elérhető maximális pontszám: 5×50=250 pont volt)

## A magyar csapat
A magyar csapat tagjai voltak:
| Név               | Iskola                            | Város    | Pontszám | Díj   |
| ----------------- | --------------------------------- | -------- | -------- | ----- |
| Palasik Sándor    | Petőfi Sándor Gimnázium           | Bonyhád  | 40       | Ezüst |
| Pöltl János Tamás | Eötvös Gimnázium                  | Tata     | 36       | Ezüst |
| Glück Ferenc      | Apáczai Csere János Gimnázium     | Budapest | 33       | Bronz |
| Mogyorósi András  | Sztáron Sándor Gimnázium          | Vác      | 33       | Bronz |
| Czakó Ferenc      | Fazekas Mihály Gyakorló Gimnázium | Budapest | 23       |       |

A csapat vezetői Tichy Géza és Takács László voltak.